# Louis Hooper
Louis Stanley „Lou“ Hooper (* 18. Mai 1894 in North Buxton, Ontario; † 17. September 1977 in Charlottetown, Prince Edward Island)  war ein kanadischer Blues- und Jazzpianist.

## Leben und Wirken
Hooper wuchs in einer musikalischen Familie in Ypsilanti (Missouri) auf. Er sang als Kind im Kirchenchor und studierte um 1915 im Detroit Conservatory; daneben arbeitete er mit Tanz- und Theaterorchestern. Ab den frühen 1920er-Jahren lebte er im New Yorker Stadtteil Harlem und unterrichtete an der Martin-Smith-School in Harlem. Daneben war er Hauspianist beim Label Ajax Records und begleitete in den 1920er-Jahren Bluessängerinnen wie Rosa Henderson, Helen Gross, Hazel Meyers, Mamie Smith, Monette Moore, Viola McCoy, Josie Miles, Alberta Perkins und Julia Moody bei Plattenaufnahmen, außerdem den Gospelsänger Ford Washington McGhee und Paul Robeson.
1924/25 nahm er mit den Kansas City Five auf, einer Studioband des Pathé-Labels mit Bubber Miley, Jake Frazier, Bob Fuller und Elmer Snowden. Weitere Aufnahmen entstanden für Pathé mit Bob Fuller und Elmer Snowden in Studioformationen wie Three Jolly Mines, The Charleston Trio oder Three Hot Eskimos. Im Bereich des Jazz war er zwischen 1923 und 1928 an über 200 Aufnahmesessions beteiligt, u. a. auch mit Ethel Waters (1926), Buddy Christian, Blind Richard Yates und Lizzie Miles (1928).
In den frühen 1930er-Jahren zog er nach Detroit, tourte mit den Myron Sutton’s Canadian Ambassadors; ab 1933 lebte er nach Montreal, wo er Ende des Jahrzehnts musikalischer Leiter der Royal Canadian Artillery war. 1973 legte er ein Soloalbum vor. Er kehrte sporadisch in die Vereinigten Staaten zurück und tourte auch in Europa. Zuletzt lebte er auf der Prince Edward Island.
Seine Papiere, darunter unveröffentlichte Kompositionen und eine Autobiographie, werden heute in der National Library of Canada in Ottawa, Ontario, aufbewahrt.